# Qaraschal
Qaraschal (kasachisch Қаражал, russisch Каражал Karaschal), auch Qarajal, ist eine Stadt in Kasachstan mit  8123 Einwohnern (Stand 1. Januar 2025). Sie liegt im Gebiet Ulytau 350 Kilometer südwestlich von Qaraghandy.

## Bevölkerung
Im städtischen Bezirk Qaraschal leben 18.586 Menschen, davon 7.935 in der Stadt selbst, 10.651 Menschen in der verwaltungsbedingt unterstellten Siedlung Schairem und etwa 200 in der nahegelegenen Siedlung Schalginskii.

## Geschichte
Qaraschal wurde 1959 gegründet. Am 8. Januar 1963 wurden dem Ort die Stadtrechte verliehen.

## Wirtschaft
Die Wirtschaft wird von Bergbaubetrieben dominiert. In der näheren Umgebung  befinden sich große Lagerstätten von Zink (30 % des Vorkommens in Kasachstan), Blei (50 %) und Baryt (70 %).